# Gustav Püttjer
Gustav Püttjer (* 15. Mai 1886 in Altona; † 10. August 1959 in Ost-Berlin) war ein deutscher Schauspieler.

## Leben
Der Raubtierdompteur reiste mit dem Circus Hagenbeck fünf Jahre durch europäische Länder und gastierte anschließend mit einer Raubtiernummer in Varietés, wobei er sieben Löwen und einen Eisbär vorführte. Dann wurde er Schauspieler und erhielt sein erstes Engagement Ende 1911 in Köln.
Er stand zunächst vor allem in Mundartstücken auf der Bühne und kam über Gelsenkirchen 1920 nach Berlin. Im Café Metropol wurde er von einem Aufnahmeleiter angesprochen, der ihm seine erste kleine Filmrolle verschaffte. Ab 1928 war Püttjer einer der meistbeschäftigten Klein- und Nebendarsteller des deutschen Films, der vorwiegend einfache Leute aus dem Volk verkörperte. Gelegentlich war er auch als Aufnahmeleiter tätig. In der Zeit des Nationalsozialismus kam er bei Kriegsende noch auf die Gottbegnadeten-Liste.
Nach Kriegsende arbeitete Püttjer vor allem für die DEFA. Außer am Neuen Lustspielhaus des Westens war er auch für Bertolt Brechts Berliner Ensemble tätig.
Gustav Püttjer wurde auf dem evangelischen St. Petri-Luisenstadt-Friedhof in Berlin-Friedrichshain beigesetzt.

## Filmografie (Auswahl)
- 1922/24: Die Nibelungen (2 Teile)
- 1926: Die Sporck’schen Jäger (nur Aufnahmeleitung)
- 1928: Ich hatte einst ein schönes Vaterland
- 1930: Die letzte Kompanie
- 1930: Westfront 1918
- 1930: Er oder ich
- 1931: Die Dreigroschenoper
- 1931: Gassenhauer
- 1931: Kameradschaft
- 1931: Danton
- 1931: Gefahren der Liebe
- 1931: Der Weg nach Rio
- 1931: Der Zinker
- 1932: Hallo Hallo! Hier spricht Berlin! (Allo Berlin? Ici Paris!)
- 1932: Die elf Schill’schen Offiziere
- 1932: Es wird schon wieder besser
- 1932: F.P.1 antwortet nicht
- 1932: Fünf von der Jazzband
- 1932: Liebe, Scherz und Ernst
- 1932: Drei von der Kavallerie
- 1932: Der träumende Mund
- 1932: Es geht um alles
- 1932: Gehetzte Menschen
- 1932: Skandal in der Parkstraße
- 1933: Ein gewisser Herr Gran
- 1933: Der Nächste, hopp hopp!
- 1933: Salon Dora Green
- 1933: Wenn Männer kochen
- 1933: Zwei gute Kameraden
- 1933: Unsichtbare Gegner
- 1933: Morgen beginnt das Leben
- 1933: Glück im Schloß
- 1933: Das Meer ruft
- 1933: Mädels von heute
- 1933: Ein Unsichtbarer geht durch die Stadt
- 1934: Mutter und Kind
- 1934: Die Freundin eines großen Mannes
- 1934: Das Geschäft blüht
- 1934: Die Liebe und die erste Eisenbahn
- 1934: Ein Mann will nach Deutschland
- 1934: Die einsame Villa
- 1934: Der Herr der Welt
- 1934: Tempo, Carlo, Tempo
- 1934: Ihr größter Erfolg
- 1934: Schwarzer Jäger Johanna
- 1934: Da stimmt was nicht
- 1934: Der Polizeibericht meldet
- 1934: Ein Mädel wirbelt durch die Welt
- 1934: Die Stimme der Liebe
- 1934: Lockvogel
- 1934: Die vier Musketiere
- 1935: Knock out
- 1935: Henker, Frauen und Soldaten
- 1935: Varieté
- 1935: Artisten
- 1935: Alles hört auf mein Kommando
- 1935: Stützen der Gesellschaft
- 1936: August der Starke
- 1936: Neunzig Minuten Aufenthalt
- 1936: Die lustigen Weiber
- 1936: Inkognito
- 1936: Blinde Passagiere
- 1936: Der schüchterne Casanova
- 1936: Unter heißem Himmel
- 1936: Moskau – Shanghai
- 1937: Nachtwache im Paradies
- 1937: Sieben Ohrfeigen
- 1937: Zu neuen Ufern
- 1937: Wie der Hase läuft
- 1937: Fridericus
- 1937: Das große Abenteuer
- 1937: Menschen ohne Vaterland
- 1937/53: Starke Herzen
- 1938: Monika - Eine Mutter kämpft um ihr Kind
- 1938: Asszony a válaszúton
- 1938: Frauen für Golden Hill
- 1938: Rote Orchideen
- 1938: Silvesternacht am Alexanderplatz
- 1938: Kameraden auf See
- 1938: Die kleine und die große Liebe
- 1938: Skandal um den Hahn
- 1938: Der Tag nach der Scheidung
- 1938: Fünf Millionen suchen einen Erben
- 1938: Fracht von Baltimore
- 1938: Eine Nacht im Mai
- 1938: Die Frau am Scheidewege
- 1938: Schwarzfahrt ins Glück
- 1939: Aufruhr in Damaskus
- 1939: Männer müssen so sein
- 1940: Der Fuchs von Glenarvon
- 1940: Weltrekord im Seitensprung
- 1940: Der dunkle Punkt
- 1940: Der Kleinstadtpoet
- 1940: Seitensprünge
- 1941: Der Weg ins Freie
- 1941: Blutsbrüderschaft
- 1941: Sechs Tage Heimaturlaub
- 1941: U-Boote westwärts!
- 1941: Spähtrupp Hallgarten
- 1942: Fronttheater
- 1942: Diesel
- 1942: Der große Schatten
- 1942: Mit den Augen einer Frau
- 1943: Damals
- 1943: Großstadtmelodie
- 1943: Ein schöner Tag
- 1943/44: Eine kleine Sommermelodie (UA: 1982)
- 1943/46: Peter Voss, der Millionendieb
- 1944: Ein fröhliches Haus
- 1944: Die Frau meiner Träume
- 1944: Eine kleine Sommermelodie
- 1944: Schicksal am Strom
- 1945: Frühlingsmelodie
- 1945: Die Schenke zur ewigen Liebe
- 1947: … und über uns der Himmel
- 1948: Vor uns liegt das Leben
- 1948: Chemie und Liebe
- 1948: Der große Mandarin
- 1949: Quartett zu fünft
- 1949: Unser täglich Brot
- 1950: Epilog – Das Geheimnis der Orplid
- 1950: Familie Benthin
- 1950: Bürgermeister Anna
- 1950: Der Kahn der fröhlichen Leute
- 1950: Fünf unter Verdacht
- 1951: Das Beil von Wandsbek
- 1951: Die letzte Heuer
- 1951: Die Meere rufen
- 1952: Schatten über den Inseln
- 1953: Jacke wie Hose
- 1954: Gefährliche Fracht
- 1954: Carola Lamberti – Eine vom Zirkus
- 1954: Stärker als die Nacht
- 1955: Wer seine Frau lieb hat …
- 1955: Ein Polterabend
- 1955: Sommerliebe
- 1955: Robert Mayer – Der Arzt aus Heilbronn
- 1956: Heimliche Ehen
- 1956: Die Millionen der Yvette
- 1956: Thomas Müntzer – Ein Film deutscher Geschichte
- 1957: Alter Kahn und junge Liebe
- 1957: Gejagt bis zum Morgen
- 1957: Der Fackelträger
- 1957: Rivalen am Steuer
- 1957: Schlösser und Katen
- 1958: Der Lotterieschwede
- 1959: SAS 181 antwortet nicht
- 1959: Im Sonderauftrag
- 1959: Musterknaben